# Lyubomyr Polatayko
Lyubomyr Polatayko (né le 21 novembre 1979) est un coureur cycliste ukrainien. Spécialiste de la poursuite par équipes, il a notamment remporté la médaille de bronze de la discipline lors des championnats du monde de 2006 à Bordeaux et médaillé d'argent l'année suivante à Majorque.

## Palmarès sur piste

### Jeux olympiques
- Pékin 2008
  - 15e de l'àméricaine

### Championnats du monde
- Los Angeles 2005
  - 5e de la poursuite par équipes
- Bordeaux 2006
  -  Médaillé de bronze de la poursuite par équipes
  -  Médaillé d'argent de l'américaine
- Majorque 2007
  -  Médaillé d'argent de la poursuite par équipes
- Ballerup 2010
  - 5e de la poursuite par équipes

### Coupe du monde
- 2002
  - 1er du scratch à Moscou
- 2004-2005
  - 3e de la poursuite par équipes à Los Angeles
- 2005-2006
  - 2e de la poursuite par équipes à Sydney
- 2006-2007
  - 1er de la poursuite par équipes à Los Angeles (avec Vitaliy Popkov, Maxim Polischuk et Vitaliy Shchedov)
  - 3e de la poursuite par équipes à Sydney
- 2007-2008
  - 3e de la poursuite par équipes à Los Angeles
  - 3e de l'américaine à Pékin
- 2008-2009
  - 3e de la poursuite par équipes à Melbourne

### Championnats d'Europe
- Moscou 2003
  -  Médaillé d'argent de l'omnium endurance

## Palmarès sur route
- 2006
  - 2e du Tour de Ribas

## Classements mondiaux
| Année           | 2007  | 2008  | 2009 | 2010 |
| --------------- | ----- | ----- | ---- | ---- |
| UCI Europe Tour | 1092e | 1289e |      | 738e |